# Jimi Mistry
Jimi Mistry (Scarborough, Yorkshire del Norte, 1 de enero de 1973) es un actor británico de cine y televisión.

## Biografía
Es hijo de padre indio y madre irlandesa. Estudió en el instituto católico de Saint James en Cheadle Hulme, Stockport, entre 1985-1988, antes de que su familia se trasladara a Cardiff, donde asistió a la escuela Radyr. A continuación, se formó en la Escuela de Actuación de Birmingham.
En 1993 comenzó a salir con Meg Leonard, la pareja se casó en 2001 y se separaron en marzo de 2010. El 10 de mayo de 2001 nació su hija, Elin Leonard Mistry.
Desde diciembre de 2010 sale con la bailarina profesional Flavia Cacace, poco después la pareja se comprometió y finalmente se casaron el 29 de diciembre de 2013 en el hotel London's St Pancras Renaissance.

## Carrera
En sus primeras interpretaciones, Mistry dio vida a un médico homosexual, Fred Fonseca, en la telenovela británica EastEnders. También interpretó a un hombre gay en Un toque rosa, una comedia romántica acerca de un hombre musulmán canadiense y su agitada relación con su amante y su madre.
Su debut en cine fue en Oriente es Oriente, donde interpreta a Tariq. A continuación, protagonizó su primera película en Estados Unidos, El gurú del sexo, donde interpretó a Ramu Gupta, un profesor de baile indio que se muda a Estados Unidos a ser una estrella. Mistry luego actuó como estrella de la comedia británica La verdad sobre el amor.
En 2007 comenzó la filmación del drama adolescente de E4 Nearly Famous, estrenadn en noviembre de ese año. También en 2007 protagonizó la película canadiense Pasión sin fronteras, un drama histórico en la partición de la India, dirigido por Vic Sarin y protagonizado por Kristin Kreuk y Neve Campbell.
En 2009 protagonizó And the Beat Goes On, un largometraje documental donde viaja a Ibiza (España) para descubrir el verdadero espíritu de la isla. Fue dirigido por Steve Jaggi y contó con numerosos DJs famosos, incluyendo a David Guetta, Pete Tong y Paul Oakenfold. La película fue un proyecto personal de Jimi 
Mistry de casi cinco años, pero solo se inició cuando el director Steve Jaggi se unió a la cinta.
A finales de 2013 se unió al elenco de la serie británica Coronation Street, donde interpretó al entrenador personal Khalid "Kal" Nazir, apareciendo en la serie hasta 2015.

## Filmografía

### Televisión
| Año         | Título                    | Papel                       | Notas                                 |
| ----------- | ------------------------- | --------------------------- | ------------------------------------- |
| 2013 - 2015 | Coronation Street         | Khalid "Kal" Nazir          | 145 episodios                         |
| 2013        | The Syndicate             | Tom Bedford                 | 6 episodios                           |
| 2011        | Black Mirror              | Paul                        | Episodio: "The Entire History of You" |
| 2011        | Strike Back: Project Dawn | Major Jamal "Latif" Ashkani | 8 episodios                           |
| 2007        | Nearly Famous             | Matt Bright                 | 6 episodios                           |
| 2005        | Spooks                    | Nazim Malik                 | Episodio # 4.6                        |
| 1999 - 2000 | EastEnders                | Dr. Fred Fonseca            | 38 episodios                          |
| 1998        | City Central              | Kumar Joshi                 | Episodio: "A Night on the Town"       |
| 1998        | The Bill                  | Mickey Khan                 | Episodio: "Home Movie"                |
| 1998        | Silent Witness            | Detective Wright            | Episodio: "Fallen Idol"               |

### Cine
| Año  | Título                        | Papel                      | Notas                                                                                       |
| ---- | ----------------------------- | -------------------------- | ------------------------------------------------------------------------------------------- |
| 2012 | The Kidnap Diaries            | Sami                       | Junto a Abdellatif Chaouki, Andreas Karras, Douglas Henshall, Jamie Hogarth y Kate Ashfield |
| 2011 | Drama School                  | -                          | Junto a Emil Marwa y Amanda Piery                                                           |
| 2010 | Festival of Lights            | Vishnu                     | Junto a Aidan Quinn, Ritu Singh Pande y Stephen Hadeed Jr.                                  |
| 2010 | West Is West                  | Tariq Khan                 | Junto a Om Puri, Vanessa Hehir y Robert Pugh                                                |
| 2010 | Basement                      | Derek                      | Junto a Danny Dyer y Kierston Wareing                                                       |
| 2010 | The Arbor                     | Yousaf                     | Junto a Christine Bottomley, Lizzie Roper y Danny Webb                                      |
| 2010 | It's a Wonderful Afterlife    | Dev                        | Junto a Sendhil Ramamurthy, Ray Panthaki, Goldy Notay y Shabana Azmi                        |
| 2009 | 2012                          | Dr. Satnam Tsurutani       | Junto a John Cusack y Amanda Peet                                                           |
| 2009 | Exam                          | Brown                      | Junto a Adar Beck, Gemma Chan y Colin Salmon                                                |
| 2008 | RocknRolla                    | Consejero                  | Junto a Gerard Butler, Tom Wilkinson, Mark Strong y Thandie Newton                          |
| 2008 | Fiona's Story                 | Charlie                    | Junto a Gina McKee y Jeremy Northam                                                         |
| 2007 | Partition                     | Gian Singh/Mohammad Hassan | Junto a Kristin Kreuk, Neve Campbell y John Light                                           |
| 2006 | Blood Diamond                 | Nabil                      | Junto a Leonardo DiCaprio, Djimon Hounsou y Jennifer Connelly                               |
| 2005 | Dead Fish                     | Salvador E. Johnson        | Junto a Robert Carlyle, Gary Oldman, Kevin McNally, Elena Anaya y Andrew Lee Potts          |
| 2005 | The Truth About Love          | Sam Holbrook               | Junto a Dougray Scott y Jennifer Love Hewitt                                                |
| 2005 | Things to Do Before You're 30 | Dylan                      | Junto a Dougray Scott, Emilia Fox y Billie Piper                                            |
| 2004 | Ella Enchanted                | Benny                      | Junto a Anne Hathaway, Hugh Dancy y Minnie Driver                                           |
| 2004 | Touch of Pink                 | Alim                       | Junto a Kyle MacLachlan, Kris Holden-Ried y Suleka Mathew                                   |
| 2004 | Ten Minute Movie              | Sam                        | Cortometraje; junto a John Simm y Alexandra Staden                                          |
| 2002 | El gurú del sexo              | Ramu Gupta                 | Junto a Heather Graham y Marisa Tomei                                                       |
| 2001 | The Mystic Masseur            | Pratap Cooper              | Junto a Om Puri, Sanjeev Bhaskar, Aasif Mandvi y Ayesha Dharker                             |
| 2001 | My Kingdom                    | Jug                        | Junto a Lynn Redgrave, Colin Salmon y Louise Lombard                                        |
| 2000 | Born Romantic                 | Eddie                      | Junto a Olivia Williams, Catherine McCormack y Adrian Lester                                |
| 2000 | Anxiety                       | Daniel                     | Junto a Charles Abomeli                                                                     |
| 1999 | East Is East                  | Tariq Khan                 | Junto a Archie Panjabi, Om Puri y Linda Bassett                                             |
| 1996 | Hamlet, de Kenneth Branagh    | Marinero # 2               | Junto a Judi Dench, Gérard Depardieu y Kenneth Branagh                                      |

### Director y escritor
| Año  | Título               | Notas                                      |
| ---- | -------------------- | ------------------------------------------ |
| 2009 | And the Beat Goes On | Coproductor, escritor y supervisor musical |